# 卡米勒帕夏

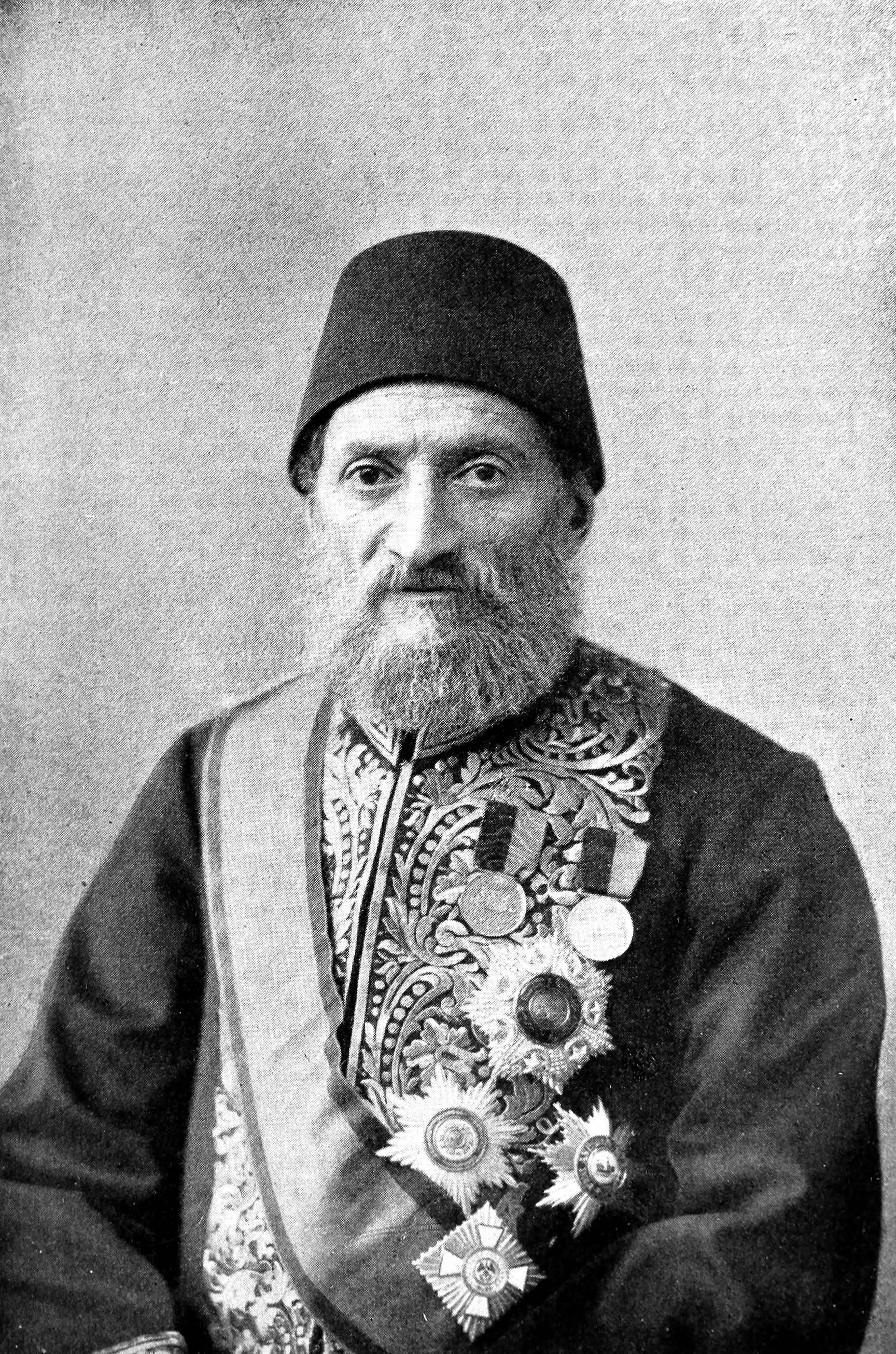
大维齐尔卡米勒帕夏

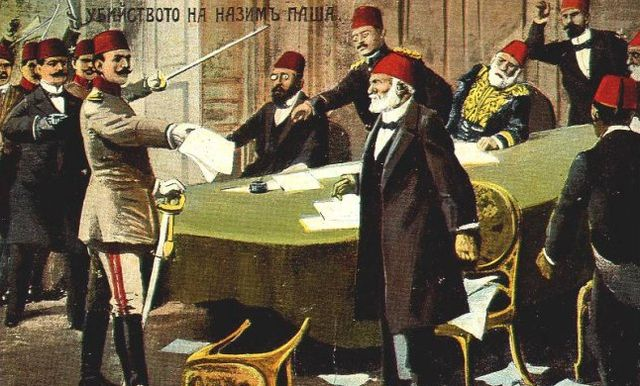
恩维尔帕夏在1913年突袭高门逼迫卡米勒帕夏辞职

卡米勒帕夏（鄂圖曼土耳其語：‎，1833年—1913年11月14日），被称为来自塞浦路斯的穆罕默德·卡米勒帕夏，也被直接称为卡米勒帕夏。他是19世纪末20世纪初的奥斯曼帝国政治家、自由和谐党领袖。他是土耳其裔塞浦路斯人，曾陆续四次组阁担任大维齐尔。作为亲英派的卡米勒帕夏于1912年10月29日最后一次拜相，他试图挽救帝国在巴尔干战争中的颓势，但却在1913年高门政变中被以恩维尔帕夏为首的青年土耳其党人驱逐下台；他旋即被迫踏上流亡之路，并最终于1913年11月14日病逝于英属塞浦路斯尼科西亚。